# Albert Hofmann
Albert Hofmann (Baden, Suíça, 11 de janeiro de 1906 — Burg im Leimental, Suíça, 29 de abril de 2008) foi um cientista suíço, e mais conhecido como o "pai" do LSD.

## Biografia
Ao trabalhar no isolamento de princípios ativos presentes no fungo ergô, pesquisando uma substância que impedisse o sangramento excessivo após o parto, sintetizou o Ácido Lisérgico, obtido a partir da hidrolisação da ergotamina (substância obtida no fungo); então fez cerca de 25 testes adicionando aminas diferentes no ácido. A 25° tentativa, chamada de LSD-25, foi sintetizada ao acaso, feita com uma amina chamada Dietilamina. Assim surgiu a Dietilamida do Ácido Lisérgico (LSD). Hofmann sentiu os efeitos dele quando a substância foi acidentalmente absorvida pela pele, mais precisamente em seu braço, e viu-se obrigado a interromper momentaneamente o procedimento, devido aos sintomas alucinantes que estava a sentir. Alguns anos após, pressentindo que havia descoberto algo demasiado misterioso para ser abandonado, repetiu a experiência intencionalmente e maravilhou-se. Inicialmente, a substância foi utilizada como recurso psicoterapêutico e para tratamento de alcoolismo e disfunções sexuais.
Depois da popularização da droga para fins não medicinais, causando eventuais problemas (em sua maioria traumáticas bad trips, viagens ruins, efeitos psicológicos induzidos por má utilização), Hofmann escreveu um livro sobre o LSD, de subtítulo meu filho problemático, explorando desde as primeiras experiências oficiais com a substância, passando pelos temas socioculturais que a levaram à sua prematura e completa proibição mesmo à prática científica, até as iluminações espirituais pelas quais o autor em si passou sob efeito da substância. Ao final do prefácio, ressente-se, conjectura que um dia este filho problemático pode transformar-se em um filho maravilhoso/inspirador (in the future this problem child could become a wonder child).
| “ | Eu produzi a substância como um remédio. Não é minha culpa se as pessoas abusavam dele. | ” |

## Morte

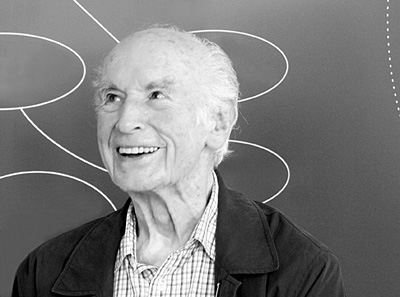
Dr. Albert Hofmann em 2006, com 100 anos

Albert Hofmann morreu de ataque do coração em 29 de abril de 2008 na cidade de Burg im Leimental, próximo de Basileia, Suíça, aos 102 anos.

## Arquivos
Depois de se aposentar da Sandoz em 1971, Hofmann foi autorizado a levar seus artigos e pesquisas para casa. Ele deu seu arquivo para a Fundação Albert Hofmann, uma organização sem fins lucrativos com sede em Los Angeles, mas os documentos ficaram guardados por anos. Os arquivos foram enviados para a área de São Francisco em 2002 para serem digitalizados, mas esse processo nunca foi concluído. Em 2013, o arquivo foi enviado para o Instituto de História da Medicina de Berna, na Suíça, onde está sendo organizado. De acordo com Beat Bächi, que tem pesquisado o espólio no Instituto como parte de um projeto de pesquisa da Swiss National Science Foundation (SNSF), o LSD, como uma droga, era algo para a elite cultural na opinião de Hofmann.

## Publicações

### Livros
- Hofmann, Albert (1964). Die Mutterkornalkaloide (em alemão). Stuttgart: Ferdinand Enke Verlag
- Hofmann, Albert; Wasson, Robert Gordon e Ruck, Carl A. P. (1978): The Road to Eleusis: Unveiling the Secret of the Mysteries (Ethno-Mycological Studies, No. 4). Harcourt. ISBN 0-15-177872-8
- Hofmann, Albert e Schultes, Richard Evans (1980): Plants of the Gods: Origins of Hallucinogenic Use. Random House / Arrow. ISBN 0-09-141600-0
- Hofmann, Albert (2020). LSD - mein Sorgenkind [LSD — My Problem Child] (PDF) (em alemão) 11th ed. Stuttgart: Klett-Cotta. ISBN 978-3-608-94618-5
- Einsichten und Ausblicke (Essays). Basel: Sphinx Verlag (1986); ISBN 3-85914-633-5.

### Texto
- "Transcrição de uma Mensagem Especial gravada em vídeo de Albert Hofmann aos participantes dos Simpósios de 16 e 17 de abril de 1993 sobre o 50º aniversário de sua descoberta do LSD." MAPS | Multidisciplinary Association for Psychedelic Studies, vol. 4, no. 2 (1993), p. 56.